# Antoni Chruściel

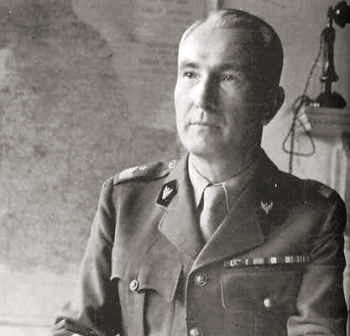
Antoni Chruściel

Antoni Chruściel ([anˈtɔɲi ˈxruɕt͡ɕel], * 16. Juni 1895 in Gniewczyna Łańcucka, heute Woiwodschaft Karpatenvorland; † 30. November 1960 in Washington, D.C., USA) mit den Decknamen „Monter“ und „Nurt“, war Kommandeur des Bereichs Warschau der Polnischen Heimatarmee (Armia Krajowa oder AK) und Oberbefehlshaber beim Warschauer Aufstand.
Er war General und Absolvent der Höheren Kriegsschule.
Während des Warschauer Aufstandes unterstanden ihm 50.000 Soldaten. Mit dem Scheitern des Aufstandes geriet er mit 9.000 Soldaten in deutsche Gefangenschaft. Nach deutscher Kriegsgefangenschaft ging er ins britische und dann amerikanische Exil. Die kommunistische Regierung Polens hat ihm 1946 die polnische Staatsbürgerschaft aberkannt.
Im Jahre 2004 wurden anlässlich der Feiern zum 60. Jahrestag des Warschauer Aufstandes die sterblichen Überreste von ihm und seiner Frau auf den Warschauer Powązki-Friedhof überführt.